# 鳳凰包遺址
鳳凰包遺址位於四川省巴中市通江縣，文物遺址年代判定為新石器時代。2012年7月16日公佈為第八批四川省文物保護單位。

## 簡介[2]
鳳凰包遺址位於四川省巴中市通江縣廣納鎮模子埡村六組村東北3公里鳳凰包，分佈在鳳凰包山丘地形上，山勢呈東西走向，東西長200公尺，南北寬120公尺，面積2.4萬平方公尺，屬新石器時代文化遺址。文化層厚約1公尺，採集有石斧、石矛、石片、尖狀器、刮削器及部分半成品等。陶器均為手制，火候較高，以夾砂陶為主，泥質陶器不多，紋飾有繩紋、籃紋，附加堆紋、戳印紋等，器形有罐、瓶、盤、缽等。該遺址與已發掘的擂鼓寨遺址、擂鼓寨村東南的碉堡梁遺址文化內涵相近，時代同期，屬新石器中晚期遺址龍山時代譜系和類型。該遺址的發現對研究川東北地區史前文化提供了重要的實物依據。2006年，鳳凰包遺址被通江縣人民政府公佈為縣級文物保護單位。